# Desperado
Der Begriff Desperado (abgeleitet von spanisch desesperado „verzweifelt“, „Verzweifelter“) bezeichnet im engeren Sinne das Mitglied einer sich außerhalb jeglicher Gesetze stellenden Gruppe, die in der Regel extreme politische und umstürzlerische Absichten verfolgt.
In einem allgemeineren, weiteren Sinne versteht man darunter einen anomistischen oder anarchistischen Extremisten, der rücksichtslos seine Ziele verfolgt, die auch nicht immer politisch motiviert sein müssen. Der Begriff spielt in diesem Zusammenhang eine wichtige Rolle in der Literatur über die Eroberung des US-amerikanischen Westens. In Texten über die mexikanische Revolution bezeichnet er sowohl aufständische Bauern als auch Kriminelle, die die politischen Unruhen für ihre eigenen Zwecke nutzten.
Im weitesten Sinne bezeichnet das Wort einen Menschen, der nichts mehr zu verlieren hat und entsprechend rücksichtslos handelt.
Im Schachjargon (siehe Abzug) wird der abziehende Stein auch als Desperado bezeichnet, da er sich „gesetzlos“ verhalten kann, wenn die Abzugsdrohung stark genug ist.